# 有賀忍
有賀 忍（ありが しのぶ、1945年 - ）は、日本の絵本作家、板絵画家である。

## 概要
1945年に満洲で生まれ
、
長野県伊那町・藤沢村で育つ
。
学習院大学、日本デザインスクールを卒業。
イラストレーターから絵本作家へと進み、並行して版画制作を始める
。
その後、版画の版木に色を塗ることを思いつき
、
板を彫り描く手法で「板絵」制作を行う様になる。
版画・絵画は「懐郷の詩」や「慈愛」をテーマとし、個展開催や展覧会出品を行っている。
1978年には『星の海』にて第3回現代童画展大賞を
、
1990年には第16回現代童画展にて文部大臣奨励賞を受賞した
。
絵本創作の活動では『こんなこいるかな』などの著作がある

。
職能団体には現代童画会（常任委員）
、
日本児童出版美術家連盟に参加
。
また、相模女子大学客員教授
、
江戸川大学客員教授を務めたほか
、ワークショップや工作教室の開催などの後進指導も行っている。

## 著作
作品集
- 『童心の風景・懐郷の詩 有賀忍 板絵作品集』 - 日貿出版社、2001年、ISBN 978-4-8170-5032-8。

絵本
- パタパタ絵本（講談社）
- こんなこいるかな（講談社）
- ふしぎなさかな（フレーベル館）
- 3じにあおうね（フレーベル館）
- スブタン（小学館）
- ミラクルクレヨンのクレヨンまる（小学館）
- Qui a vu le chapeau jaune de Bruno?（フランス Femand Nathan社 他6ヶ国）
- くうちゃん絵本（学研）
- おばあちゃんのちいさなおうち（メイト）
- おとうさんのやくそく（おはなしメイト）
- マーリとのうさぎ（有朋社）
- ガムッチおうじとどんぐりのき（長野県）
- ほしのよる（サンパウロ）